# Ampelodesmo-Ericetum
Ampelodesmo-Ericetum és una associació fitosociològica que forma part de l'aliança Calicotomo - Cistion ladaniferi. Es tracta de la brolla calcífuga de brucs i estepes amb càrritx de Menorca, l'única illa de les Illes Balears amb àrees silícies.
Predominen el bruc (Erica arborea i Erica scoparia), acompanyat d’estepes com Cistus salviifolius, Cistus monspeliensis, l’arboç (Arbutus unedo), la murta (Myrtus communis) i, especialment, el càrritx (Ampelodesma mauritanica). Altres plantes més rares que caracteritzen aquesta comunitat són:
- Genista linifolia, que només es troba als Països Catalans a Menorca, la Selva i el Baix Empordà.
- Centaureum enclusense, endèmica de Menorca i trobada a prop de s'Enclusa.
- Asphodelus aestivus, una espècie meridional que no es troba en el Cistion continental.

Aquesta comunitat representa una segona etapa de degradació de l'alzinar sobre substrats silicis. La primera etapa es corresponderia amb una màquia d'ericàcies (Erico - Arbutetum). Però, quan l’acció humana és més intensa, l’arboç i les espècies del Quercion ilicis perden importància. Així, les estepes i el càrritx colonitzen els espais oberts, on la llum arriba fins a l'estrat inferior. Es poden distingir dues subassociacions:
- Subass. amb Erica scoparia: Correspon a sòls profunds i força humits. Prefereix exposicions més o menys ombrívoles i poca inclinació del terreny. Diferencials:
  - Erica scoparia
  - Carex flacca
  - Centaureum enclusense
  - Schoenus nigricans
  - Pulicaria odora
- Subass. amb Cistus monspeliensis: On domina també molt sovint el bruc boal i el càrritx. Correspon a sòls més secs i pobres, sovint en vessant solell inclinat. Diferencials:
  - Cistus monspeliensis
  - Dorycnium pentaphyllum subsp. pentaphyllum 
  - Dorycnium hirsutum
  - Olea europaea var silvestris